# Carex grallatoria
Carex grallatoria är en halvgräsart som beskrevs av Carl Maximowicz. Carex grallatoria ingår i släktet starrar, och familjen halvgräs.

## Underarter
Arten delas in i följande underarter:
- C. g. grallatoria
- C. g. heteroclita

## Bildgalleri

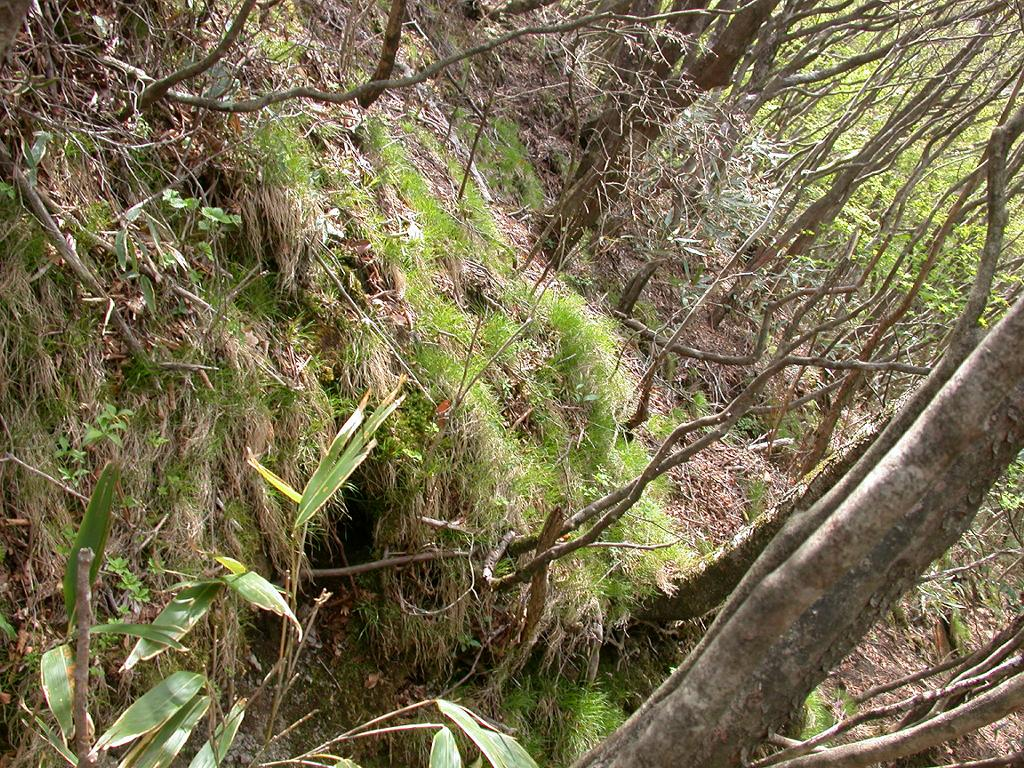
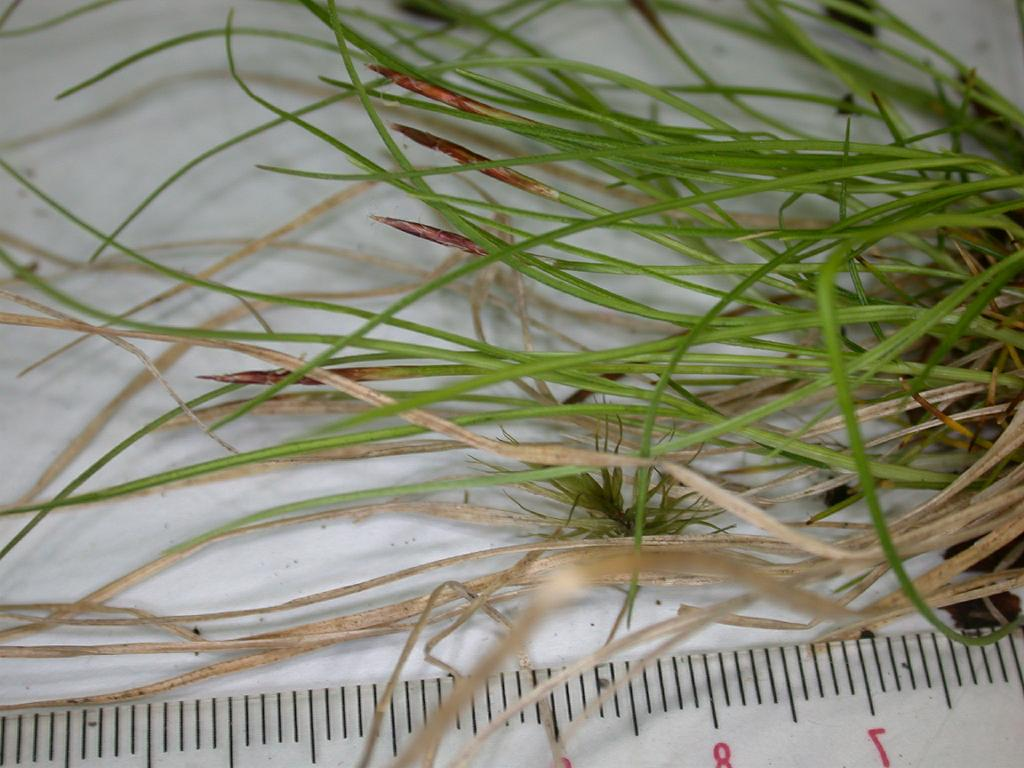
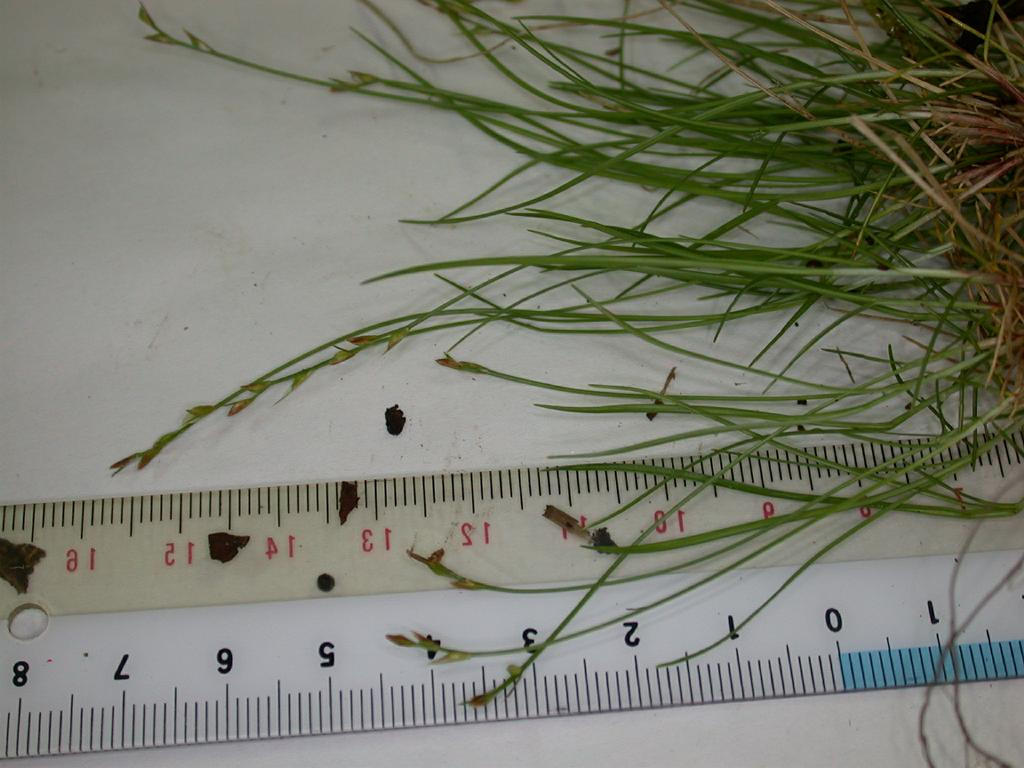